# Artículo Ciento Quince
Artículo Ciento Quince es una localidad del estado mexicano de Baja California. Es parte del municipio de Ensenada.

## Toponimia
El nombre de la localidad hace referencia al artículo 115 de la Constitución de México, el cual establece el municipio libre como forma de organización de los Estados.

## Demografía
| Censo | Población |
| ----- | --------- |
| 2000  | 328       |
| 2010  | 784       |
| 2020  | 1 578     |